# Lithraea caustica
Lithraea caustica är en sumakväxtart som beskrevs av Hook. & Arn.. Lithraea caustica ingår i släktet Lithraea och familjen sumakväxter. Utöver nominatformen finns också underarten L. c. pilosa.